# Östra Mälaren

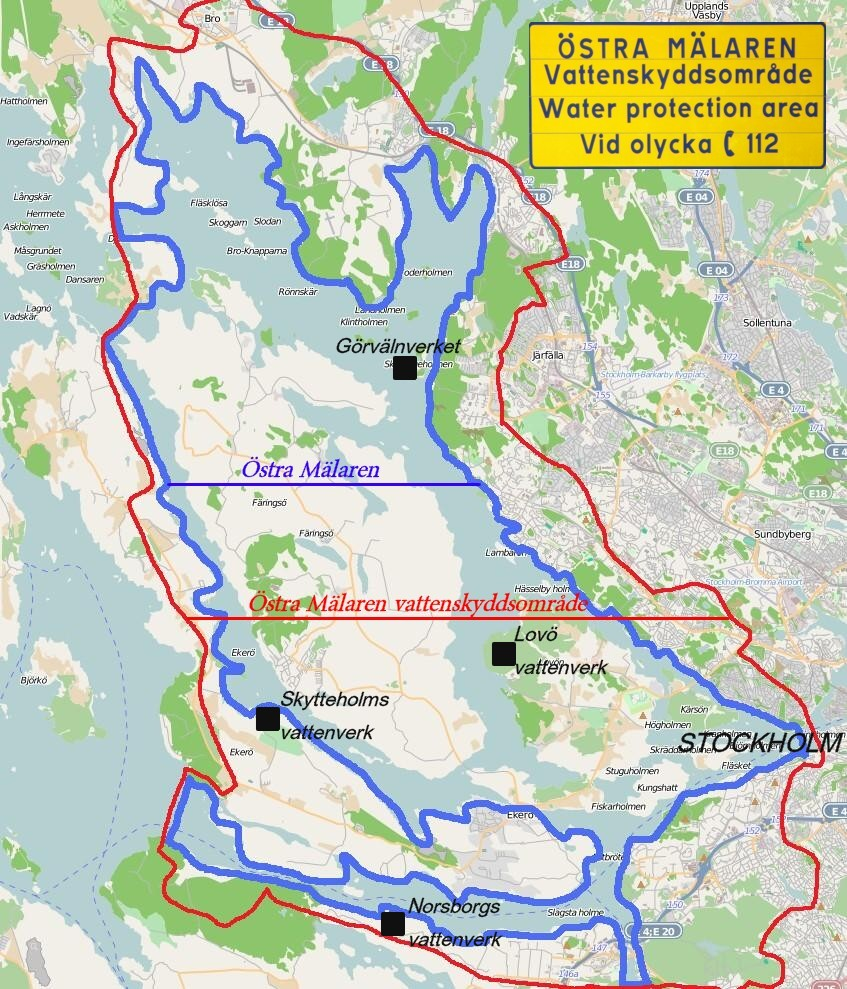
Östra Mälaren (blå), vattenskyddsområdets sekundära skyddszon (röd) och berörda vattenverk (svart).

Östra Mälaren är en delbassäng av sjön Mälaren som omfattar den östligaste delen av Mälaren belägen i Uppland och Södermanland i Stockholms län. Östra Mälaren har efter år 2008 fått en större betydelse sedan Östra Mälarens vattenskyddsområde infördes för att säkra och skydda Stockholms försörjning med dricksvatten. 
Östra Mälaren är den enda vattentäkten av betydelse för Stockholmsområdet och försörjer 1,7 miljoner människor med dricksvatten från bland annat Norsborgs vattenverk, Lovö vattenverk och Görvälns vattenverk.

## Definition av området
I Stockholms vattenprogram är det vattenområde som benämns Östra Mälaren den allra östligaste delen av Mälaren. Området utgörs av två smala grenar, en nordlig som börjar vid Hässelby och en sydlig som börjar vid Södra Björkfjärden. De två grenarna möts i höjd med Smedslätten respektive Hägersten. Östra Mälaren fortsätter sedan in till Riddarfjärden och Årstaviken i centrala Stockholm. Det största djupet i hela Mälaren, som är på drygt sextio meter, finns i Lambarfjärden utanför Hässelby.
Östra Mälarens vattenskyddsområde omfattar två skyddszoner, en huvudsaklig och en underordnad. Den huvudsakliga skyddszonen omfattar utöver ovan angivet vattenområde även ett landområde som sträcker sig intill femtio meter från strandlinjen vid medelvattenstånd. Östra Mälarens vattenskyddsområde för den underordnade skyddszonen är betydligt större och består av landområden inom vilket det sker en direkt avrinning mot Östra Mälaren eller där dagvatten naturligt eller via avloppsledningar förs in i Östra Mälaren. Den underordnade skyddszonen omfattar delar av Botkyrka, Ekerö, Huddinge, Järfälla, Salems, Stockholms och Upplands-Bro kommuner.